# Фрикадельки (фильм)
«Фрикадельки» (англ. Meatballs) — канадский комедийный фильм о летнем лагере Айвана Райтмана 1979 года. Первая главная роль Билла Мюррея. Фильм собрал $40 млн в прокате при бюджете в $1,5 млн.
В 1980 году фильм получил две награды канадской кинопремии «Джини»: «за лучший сценарий» и «за лучшую женскую роль» (Кейт Линч за роль Роксан).

## Сюжет
Фильм повествует о буднях летнего лагеря, расположенного в лесу у озера. Старший вожатый, весельчак и балагур Триппер Харрисон, в новой смене обращает внимание на одного депрессивного двенадцатилетнего мальчика по имени Руди. Харрисон становится для него другом. Благодаря помощи вожатого Руди приободряется и начинает верить в свои силы. Параллельно Харрисон пытается ухаживать за Роксан, одной из девушек-вожатых. Остальные вожатые, в меру своей уверенности в себе, также пытаются приударять за вожатыми противоположного пола. Другое развлечение у мужчин-вожатых заключается в постоянном подшучивании над директором лагеря по прозвищу «Микки». В то же время у лагеря есть конкурент в лице соседнего лагеря, где отдыхают дети богатых родителей. Ежегодно оба лагеря соревнуются друг с другом в шуточных Олимпийских играх.

## В ролях
- Билл Мюррей — Триппер Харрисон
- Крис Мейкпис — Руди Гернер
- Кейт Линч — Роксан
- Харви Аиткен — Морти «Микки» Мельник
- Расс Бенхем — Бобби Крокетт
- Сара Торгов — Кэндис
- Джек Блум — «Спас»
- Кит Найт — Ларри «Финк» Финкельштейн
- Мэтт Крэйвен — Рензетти
- Тодд Хоффман — «Вилс»
- Кристин Дебелл — Эй Эл

## Саундтрек
Музыкальное сопровождение к фильму написал Элмер Бернстайн. Свой вклад в саундтрек к фильму также внесли: Мэри Макгрегор (исполнила композицию «Good Friend»), Дэвид Нотон (исполнил песню «Makin' It»), Rick Dees and His Cast of Idiots (исполнили главную тему «Meatballs»). Композиции «Good Friend» и «Makin' It» выходили синглами, в чарте Billboard они заняли 39 и 5 места соответственно. Сам альбом достиг 170 места в альбомном чарте Billboard.
| №  | Название                          | Исполнитель                 | Длительность |
| -- | --------------------------------- | --------------------------- | ------------ |
| 1. | «Are You Ready for the Summer»    | North Star Camp Kids Chorus | 1:47         |
| 2. | «Rudy and Tripper» (instrumental) | Elmer Bernstein             | 2:23         |
| 3. | «Makin' It»                       | David Naughton              | 6:54         |
| 4. | «Moondust»                        | Terry Black                 | 2:39         |
| 5. | «C.I.T. Song»                     | Original Cast               | 1:28         |

| №  | Название                                                      | Исполнитель                               | Длительность |
| -- | ------------------------------------------------------------- | ----------------------------------------- | ------------ |
| 1. | «Good Friend»                                                 | Mary MacGregor                            | 2:40         |
| 2. | «Olympiad» (instrumental)                                     | Elmer Bernstein                           | 1:34         |
| 3. | «Meatballs»                                                   | Rick Dees                                 | 4:58         |
| 4. | «Rudy Wins the Race» (instrumental)                           | Elmer Bernstein                           | 2:32         |
| 5. | «Moondust (Reprise) / Are You Ready for the Summer (Reprise)» | Terry Black / Camp North Star Kids Chorus | 3:05         |

## Рецензии
Фильм получил в основном доброжелательные отзывы. На сайте Rotten Tomatoes у фильма 76 % свежести на основе 33 рецензий. Практически все критики выделили игру молодого Билла Мюррея, который, по их мнению, и вытягивает весь фильм, сюжет которого довольно банальный и предсказуемый. В Reel Film Reviews даже предположили, что Мюррей импровизировал свои реплики. Журнал Exclaim! отмечал, что возможно для 1979 года некоторые вещи в фильме могли быть рискованными, но после всех молодёжных комедий последующих лет, с высоты сегодняшнего дня, этот фильм смотрится очень легко и приятно. По мнению IGN «это не идеально, но это забавный кусочек ностальгии». Некоторые рецензенты обратили внимание, что одну из второстепенных ролей исполняет Кристин ДеБелл, незадолго до этого ставшая известной как Алиса из порнографического музыкального фильма «Алиса в Стране чудес» 1976 года.

## Продолжения
У фильма было несколько продолжений: «Фрикадельки 2» (1984), «Фрикадельки 3» (1986) и «Фрикадельки 4» (1992). Все эти фильмы были сняты другими режиссёрами. Билл Мюррей не принимал участие ни в одном из продолжений. Лишь только третья часть имеет некоторые отсылки к первому фильму, например там появляется персонаж Руди Гернер, однако его играет другой актёр (Патрик Демпси).